# Sedlec (Mšeno)
Sedlec je vesnice a část města Mšeno v okrese Mělník ve Středočeském kraji. Nachází se asi 1,5 kilometru západně od Mšena. Sedlec leží v katastrálním území Sedlec u Mšena o rozloze 5,65 km². V katastrálním území Sedlec u Mšena leží i Hradsko.

## Historie
První písemná zmínka o vesnici pochází z roku 1237.

## Přírodní poměry
Vesnice stojí v chráněné krajinné oblasti Kokořínsko – Máchův kraj. Do katastrálního území Sedlec u Mšena zasahuje přírodní rezervace Kokořínský důl.

## Obyvatelstvo
| Rok            | 1869 | 1880 | 1890 | 1900 | 1910 | 1921 | 1930 | 1950 | 1961 | 1970 | 1980 | 1991 | 2001 | 2011 | 2021 |
| -------------- | ---- | ---- | ---- | ---- | ---- | ---- | ---- | ---- | ---- | ---- | ---- | ---- | ---- | ---- | ---- |
| Počet obyvatel | 241  | 254  | 245  | 219  | 237  | 247  | 248  | 178  | 148  | 137  | 140  | 121  | 117  | 109  | 119  |
| Počet domů     | 40   | 41   | 43   | 44   | 44   | 46   | 53   | 52   | 51   | 39   | 38   | 53   | 53   | 55   | 59   |

## Obecní správa
Při sčítání lidu v letech 1850–1979 Sedlec byl samostatnou obcí v okrese Mělník. Od 1. ledna 1980 je částí města Mšeno v okrese Mělník. Od 12. června 1960 do 31. prosince 1979 k obci patřilo Hradsko.

## Pamětihodnosti
- Usedlosti čp. 1, 14, 23 a 29

## Fotogalerie

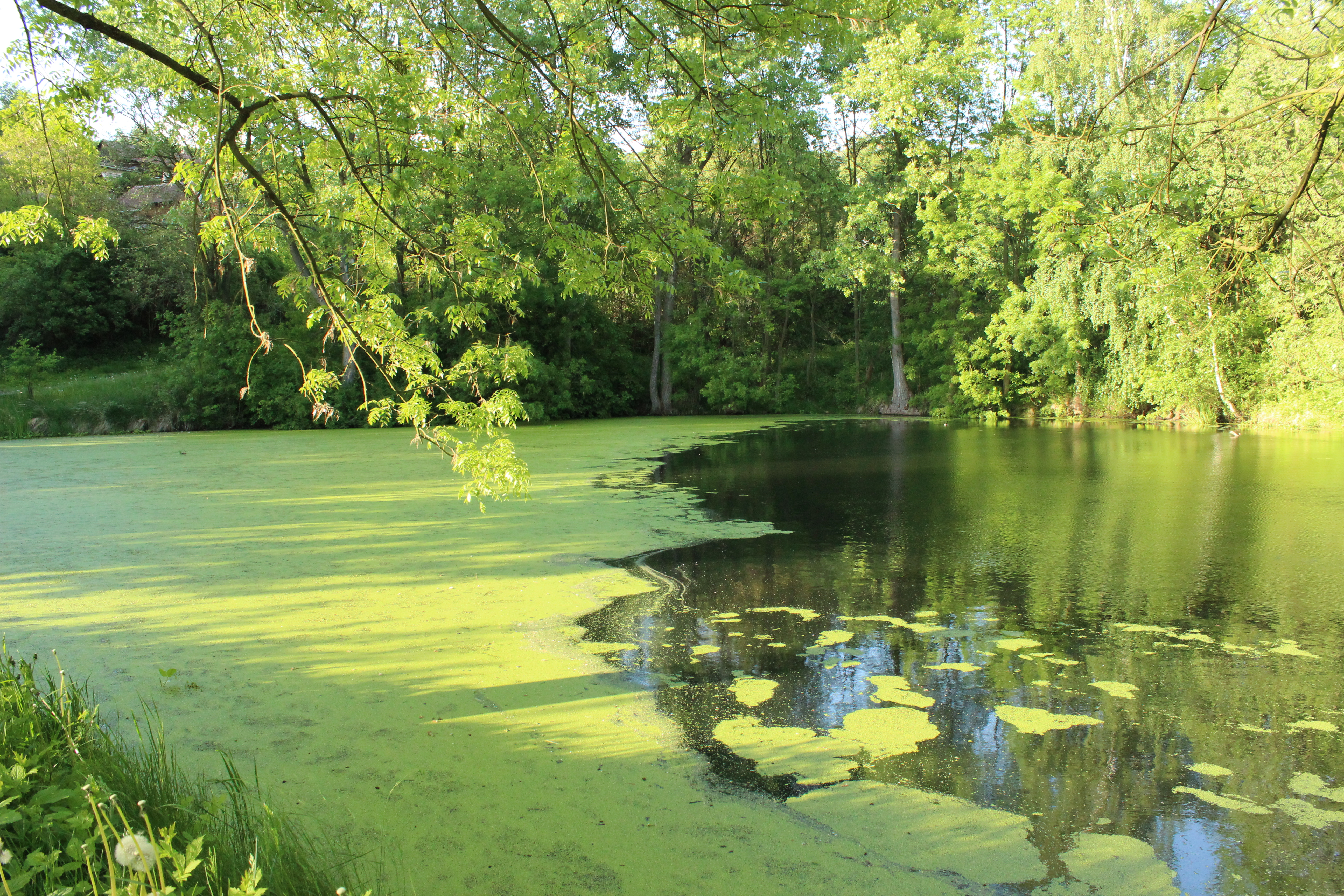
Rybník
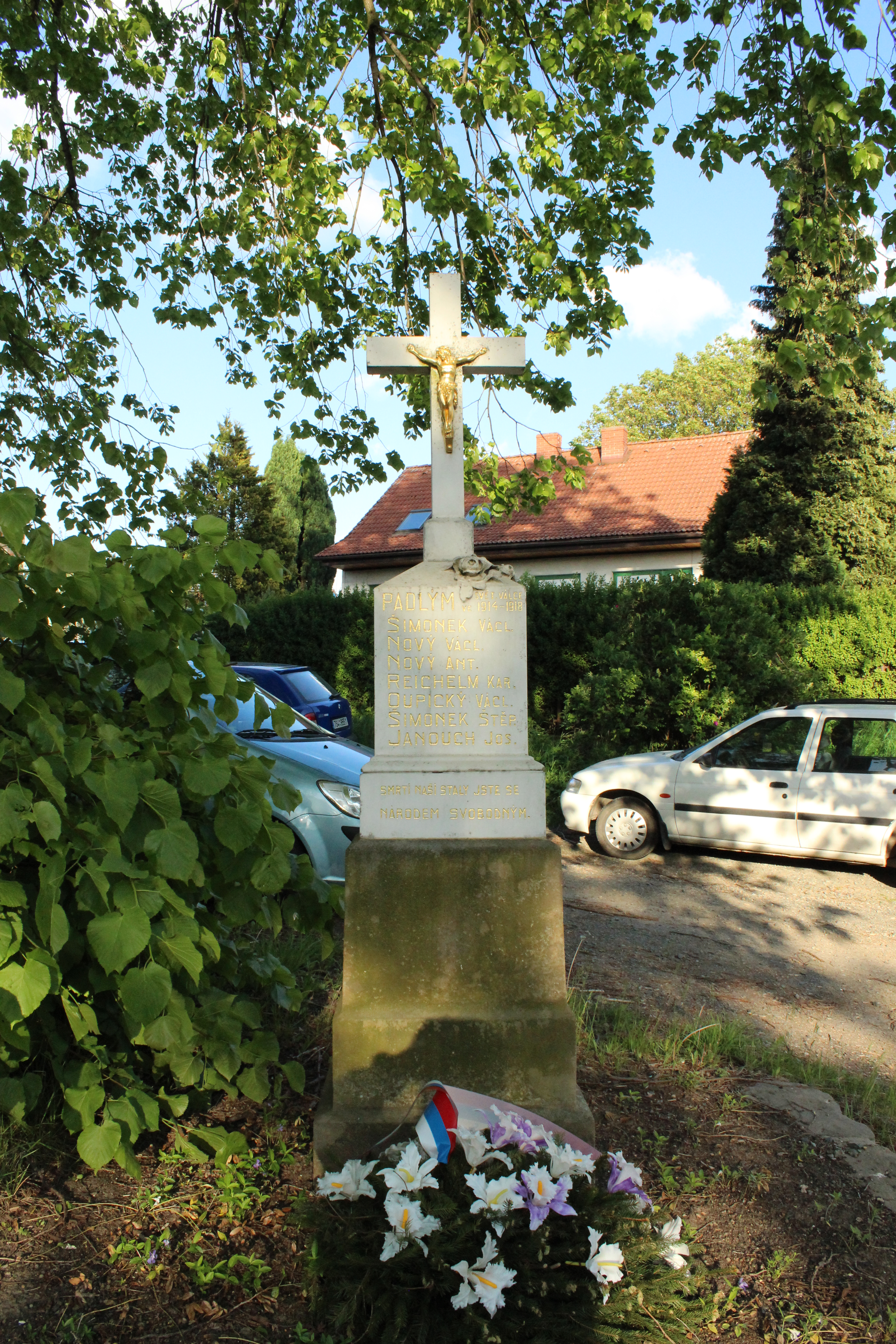
Boží muka se jmény místních obyvatel, kteří zahynuli na bojištích první světové války
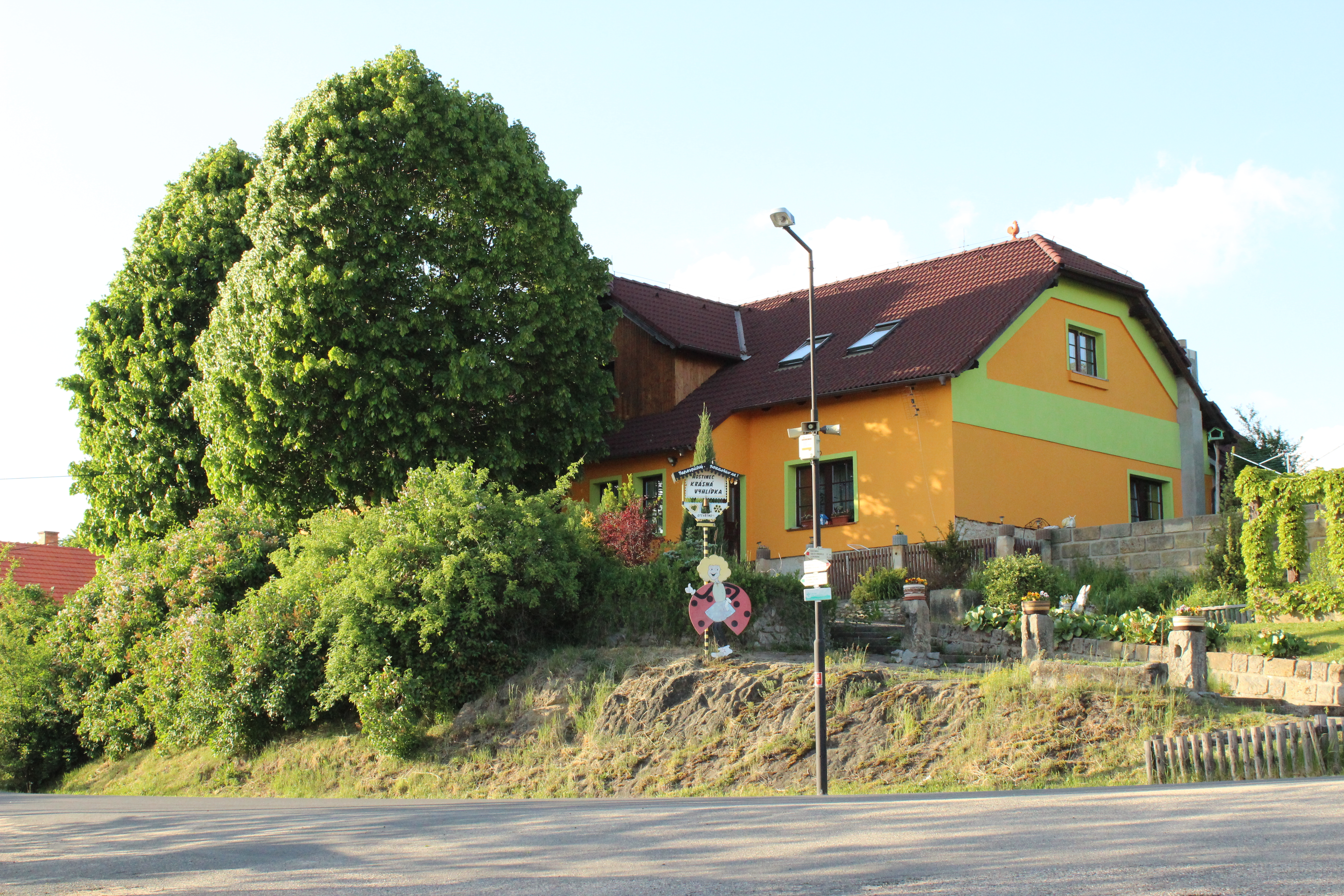
Hospoda